# Campeonato de Burquina Fasso de Ciclismo em Estrada
O Campeonato da Burquina Fasso de Ciclismo em Estrada são organizados anualmente de forma ininterrupta para determinar o campeão ciclista da Burquina Fasso de cada ano, na modalidade. O título é outorgado ao vencedor de uma única prova, na modalidade de em linha. O vencedor obtêm o direito de usar a maillot com as cores da bandeira de Burquina Fasso até ao campeonato do ano seguinte.

## Palmares
| Ano  | Vencedor                 | Segundo                  | Terceiro                 |
| 1980 | Rabdo Souleymane         |                          |                          |
| 1982 | Ouédraogo Maxime         |                          |                          |
| 1983 | Zongo Sayouba            |                          |                          |
| 1988 | Zongo Sayouba            |                          |                          |
| 1989 | Ouédraogo Moussa         |                          |                          |
| 1990 | Nana Mady                |                          |                          |
| 1991 | Belem Moussa             |                          |                          |
| 1992 | Ouédraoago Moussa        |                          |                          |
| 1993 | Soudré Ousmane           |                          |                          |
| 1994 | Zongo Laurent            |                          |                          |
| 1995 | Saidou Rouamba           |                          |                          |
| 1996 | Bélem Souleymane         |                          |                          |
| 1997 | Tapsoba Boukari          |                          |                          |
| 1998 | Nikiema Dominique        |                          |                          |
| 1999 | Kaboré Karim             |                          | Hamado Pafadnam          |
| 2000 | Saidou Rouamba           | Karim Kabore             | Rabaki Jeremie Ouedraogo |
| 2001 | Saidou Rouamba           |                          |                          |
| 2002 | Mahamadi Sawadogo        | Jean Ilboudou            | Saidou Rouamba           |
| 2003 | Saidou Rouamba           | Seydou Sanfo             | Rabaki Ouedraogo         |
| 2004 | Abdul Wahab Sawadogo     | T. Désiré Kabore         | Amidou Sawadogo          |
| 2005 | Rabaki Jeremie Ouedraogo | Laurent Zongo            | Saidou Rouamba           |
| 2006 | Rabaki Jeremie Ouedraogo | Abdoul Wahab Sawadogo    | Tidiane Ouedraogo        |
| 2007 | Seydou Sanfo             | Rabaki Jeremie Ouedraogo | Tanga Sylvain Ilboudo    |
| 2008 | Abdul Wahab Sawadogo     | Saidou Rouamba           | Tanga Sylvain Ilboudo    |
| 2009 | Rabaki Jeremie Ouedraogo | Abdul Wahab Sawadogo     | Seidou Tall              |
| 2010 | Abdul Wahab Sawadogo     | Rabaki Jeremie Ouedraogo | Yacouba Yaméogo          |
| 2011 | Abdul Wahab Sawadogo     | Mahamadi Balima          | Rasmané Ouédraogo        |
| 2012 | Rasmané Ouédraogo        | Hamidou Yaméogo          | Grégoire Ouedraogo       |
| 2013 | Hamidou Yaméogo          | Rasmané Ouédraogo        | Salfo Bikienga           |
| 2014 | Salfo Bikienga           | Rasmané Ouédraogo        | Mahamadi Balima          |
| 2015 | Seydou Bamogo            | Yacouba Yaméogo          | [[Abdoulaye Sokondo      |